# Alfacar
Alfacar è un comune spagnolo di 4 627 abitanti situato nella comunità autonoma dell'Andalusia.

## Geografia fisica
Il territorio del comune è interessato da due corsi d'acqua, il Darro e l'Arroyo del Juncaril, entrambi tributari del Genil.